# Stenoptilia aethiopica
Stenoptilia aethiopica is een vlinder uit de familie vedermotten (Pterophoridae). De wetenschappelijke naam van deze soort is voor het eerst geldig gepubliceerd in 1994 door Gibeaux.
De soort komt voor in tropisch Afrika.